# Powell Janulus
Powell Alexander Janulus (sinh năm 1939) là một người Canada nói đa ngôn ngữ sống ở White Rock, British Columbia, và đã được ghi vào Kỷ lục Guinness Thế giới vào năm 1985 vì thông thạo 42 ngôn ngữ. Để được xác nhận là thông thạo, ông phải vượt qua bài kiểm tra khả năng đàm thoại lưu loát kéo dài hai giờ với một người bản ngữ của từng ngôn ngữ trong số 42 ngôn ngữ vào thời điểm đó.

## Giai đoạn đầu đời
Powell Janulus sinh tại Vancouver, British Columbia, Canada. Ông đã được tiếp xúc với nhiều ngôn ngữ slavic khi còn nhỏ. Mẹ ông là người Ba Lan nói được sáu thứ tiếng trong khi cha ông là người Litva nói được ít nhất bốn thứ tiếng. Ông có thể nói trôi chảy 13 thứ tiếng ở tuổi 18.
Powell Janulus đã theo học ngành Nghiên cứu Châu Á tại Đại học British Columbia, tại đây ông học tiếng Quan Thoại. Trong một cuộc phỏng vấn, ông nói rằng mình đã phải vật lộn với phong cách giảng dạy hàn lâm. Ông bắt đầu tò mò về quá trình học ngôn ngữ và cách mà trẻ em học ngôn ngữ một cách dễ dàng. Powell Janulus đã cố gắng học tiếng Trung bằng cách trò chuyện với càng nhiều người nói tiếng Quan Thoại càng tốt.
Khi Janulus ở đầu độ tuổi 20, ông bắt đầu phát triển phương pháp tiếp thu ngôn ngữ nhanh của mình. Ở độ tuổi 30, ông trở thành phiên dịch viên của tòa án và được trả tiền cho mỗi ngôn ngữ mà ông dịch được. Ông làm việc để học hai hoặc ba ngôn ngữ mỗi năm, vì mỗi ngôn ngữ cho phép ông kiếm được nhiều tiền hơn. Ông được Tòa án tỉnh British Columbia ủy quyền với tư cách là phiên dịch viên của tòa án bằng 28 ngôn ngữ. Sau đó, ông bắt đầu quan tâm đến các biến thể ngôn ngữ và có thể nhanh chóng học các ngôn ngữ liên quan như tiếng Tây Ban Nha và tiếng Bồ Đào Nha. Ở độ tuổi 40, ông học các ngôn ngữ ít phổ biến hơn như tiếng Tây Tạng, tiếng Romani, tiếng Inuit và tiếng Swahili. Sau này, ông mở Học viện Ngôn ngữ Geneva, một trường dạy ngôn ngữ ở Vancouver.

## Người giữ kỷ lục thế giới về thành thạo ngôn ngữ
Năm 1985, Janulus được ghi vào Kỷ lục Guinness Thế giới về khả năng nói trôi chảy 42 ngôn ngữ. Để đủ tiêu chuẩn, ông đã làm bài kiểm tra khả năng đàm thoại trôi chảy trong hai giờ với một người bản ngữ của từng ngôn ngữ mà ông nói vào thời điểm đó. Thử nghiệm này diễn ra trong hơn một tháng. Powell nói rằng mình thông thạo 64 ngôn ngữ và đã học ít nhất 80 ngôn ngữ. Ông cũng đã đã xuất hiện trên chuơng trình The Tonight Show, nơi người dẫn chương trình Johnny Carson đã mời những người nói 48 ngôn ngữ để kiểm tra Janulus.
42 ngôn ngữ mà Janulus được công nhận nói thành thạo bao gồm: tiếng Pháp, tiếng Tây Ban Nha, tiếng Bồ Đào Nha, tiếng Ý, tiếng Rumani, tiếng Đức, tiếng Hà Lan, tiếng Frisia, tiếng Na Uy, tiếng Đan Mạch, tiếng Thụy Điển, tiếng Iceland, tiếng Nga, tiếng Ukraina, tiếng Ba Lan, tiếng Séc, tiếng Serbia, tiếng Slovak, tiếng Slovene, tiếng Kashubian , Lusatian, Wendish, Belarusian, Macedonian, Bungari, Hindi, Punjabi, Urdu, Armenian, Sinhalese, Tây Tạng, Nhật Bản, Quan Thoại, Quảng Đông, Croatian, Hy Lạp, Thổ Nhĩ Kỳ, Kurd, Phần Lan, Hàn Quốc và Ba Tư. Danh sách này không bao gồm tiếng Anh, ngôn ngữ mẹ đẻ của ông, hoặc nhiều ngôn ngữ khác mà ông thành thạo một chút.

## Những năm gần đây
Powell Janulus được cho là đã qua đời vào năm 2006, tuy nhiên điều này là không chính xác. Trong một cuộc phỏng vấn, ông nói rằng sự biến mất của mình là do bị đột quỵ vào thời điểm đó. Ông hiện đã nghỉ hưu và sống ở White Rock, British Columbia. Vào tháng 8 năm 2013, Powell Janulus lại là đối tượng của một sự kiện kiểm tra ngôn ngữ, trong đó ông đã nói được ít nhất 20 ngôn ngữ và làm mẫu về quá trình học bằng tiếng Hàn và tiếng Tagalog.

### Báo chí
- On the Light Side Associated Press News Archive. June 3, 1985.
- Gift of Gab Lưu trữ ngày 4 tháng 3 năm 2016 tại Wayback Machine Orlando Sentinel. June 4, 1985.
- Multilingual Speaker to Give Area Seminar Lưu trữ ngày 5 tháng 10 năm 2015 tại Wayback Machine Daily News, 1998.
- Powell Janulus – A Short Bio powelljanulus.com, 2015.

### Nghiên cứu
- Marilyn Atkinson: Powell Janulus Research Notes Lưu trữ ngày 6 tháng 3 năm 2016 tại Wayback Machine Study of Accelerated Language Learning. April 17, 2009.
- Marilyn Atkinson: Seven Years of Research into Powell 2014.

### Video phỏng vấn
- Velocity – Powell Janulus – 1992 NLP Language Modelling
- Velocity – Accelerated Language Transformation 2013.